# Utukku
Utukku (acadios) o Udug (sumerios), eran espíritus o demonios, de las religiones acadia, asiria y babilonia. Los demonios utukku no tenían una afiliación malévola de origen, sino, como en resto de los demonios del panteón acadio-babilónico, podían propiciarse para ser espíritus protectores.

## Descripción
Las referencias más antiguas a estos espíritus parecen estar en las inscripciones del tiempo de Gudea (ca. 2144–2124), conservadas en la estatua B, III, 15 y el Cilindro B, II, 9., la primera de ellas parece atribuir a aquel gobernante el haber expulsado de Lagash a los ú-dug-ga; mientras que la segunda habla del ú-dug, el espíritu protector, «que va delante de él».
Su nombre parece indicar su atributo y se ha traducido como «fuerte» o «potente». Sin embargo, el término utukku devino a convertirse en el nombre genérico de cualquier demonio, al punto que uno de los mayores textos acadios sobre encantamientos recibía el nombre de Utukkū Lemnūtu.
En los encantamientos se citaba a los utukku como los demonios que «sujetan al hombre por el hombro» o, simplemente, «el que sujeta al hombre», también como «el que asesina al hombre en la planicie»; por su parte, el Utukkū Lemnūtu dice que este demonio es de «apariencia hostil» y «alto en estatura», igualmente menciona que «de sus talones gotea hiel» y que «su paso es veneno nocivo». Cuando se habla de ellos en conjunto de ordinario se les llamaba los «malvados utukku». En estos casos, se puede establecer que se habla de ellos como un conjunto indefinido de espíritus.
En los encantamientos y descripciones, los utukku de ordinario son agrupados con otros tipos de demonios: shedu, alu y ekimmu. En algunos textos y descripciones se llegan a confundir entre ellos. En otras partes, aparecen citados como parte de los siete demonios que descendían de An y Antu.